# Mustafa I.
Mustafa I. Nori (osmansko turško: مصطفى اول, turško: I. Mustafa Sani), 15. sultan Osmanskega cesarstva in 94. kalif islama, * 1591/1592, Manisa, Osmansko cesarstvo, † 20. januar 1639, Istanbul, Osmansko cesarstvo. Bil je sin sultana Mehmeda III. in Valide Sultan Handan Sultan, ki je bila po poreklu Grkinja z rojstnim imenom Helena. Sultan je bil dvakrat: prvič od leta 1617 do 1618 in drugič od leta 1622 do 1623.

## Mladost
Rojen je bil v Manisi, ko je bil njegov oče guverner province Manisa. Na prestol je prišel 22. novembra 1617 po smrti brata Ahmeda I.. Bil mentalno zaostal ali vsaj nevrotičen in je bil vedno samo orodje dvornih klik v palači Topkapi. Med bratovim vladanjem je bil štirinajst let v hišnem priporu - kafesu v haremu palače Topkapi. 

## Vladanje
Njegovo prvo vladanje je trajalo samo 97 dni, potem pa so ga odstavili v korist njegovega nečaka Osmana II. in ga poslali nazaj v kafes. Na prestol je ponovno prišel 20. maja 1622 po uporu janičarjev in usmrtitvi Osmana II.. Tudi drugo vladanje je bilo kratko in je trajalo samo eno leto in štiri mesece. Udeležence udara proti Osmanu je dal usmrtiti, sam pa je bil prepričan, da je Osman še živ. Iskal ga je po vsej palači, trkal na vrata in ga med jokom prosil, naj ga odreši vladarskega bremena. Osmanov mlajši polbrat Murat IV. ga je zaradi nesposobnosti odstavil in ga dal zapreti.
Umrl je šestnajst let kasneje v palači Topkapi v Istanbulu. 

## Zapuščina
Mustafa I. je bil povsem neprimeren za dvakratno opravljanje funkcije sultana, kar kaže na to, kako majhno veljavo je imel v 17. stoletju  položaj sultana.